# Lake Dallas
Lake Dallas è un centro abitato degli Stati Uniti d'America, situato nella contea di Denton dello Stato del Texas.
La popolazione era di 7.105 persone al censimento del 2010.

## Geografia fisica
Lake Dallas è situata a 33°07′42″N 97°01′39″W (33.128297, -97.027592).
Secondo lo United States Census Bureau, ha un'area totale di 2,7 miglia quadrate (7,0 km²), di cui 2,4 miglia quadrate (6,2 km²) di terreno e 0,31 miglia quadrate (0,8 km²), o 11,03%, d'acqua.

## Società

### Evoluzione demografica
Secondo il censimento del 2000, c'erano 6.166 persone, 2.261 nuclei familiari e 1.666 famiglie residenti nella città. La densità di popolazione era di 2.693,5 persone per miglio quadrato (1,039,6/km²). C'erano 2.338 unità abitative a una densità media di 1.021,3 per miglio quadrato (394,2/km²). La composizione etnica della città era formata dall'89,51% di bianchi, il 3,32% di afroamericani, lo 0,63% di nativi americani, lo 0,94% di asiatici, lo 0,02% di isolani del Pacifico, il 3,84% di altre razze, e l'1,74% di due o più etnie. Ispanici o latinos di qualunque razza erano il 9,83% della popolazione.
C'erano 2.261 nuclei familiari di cui il 43,4% aveva figli di età inferiore ai 18 anni, il 56,9% erano coppie sposate conviventi, il 12,3% aveva un capofamiglia femmina senza marito, e il 26,3% erano non-famiglie. Il 20,4% di tutti i nuclei familiari erano individuali e il 5,4% aveva componenti con un'età di 65 anni o più che vivevano da soli. Il numero di componenti medio di un nucleo familiare era di 2,72 e quello di una famiglia era di 3,17.
La popolazione era composta dal 30,7% di persone sotto i 18 anni, il 7,2% di persone dai 18 ai 24 anni, il 37,7% di persone dai 25 ai 44 anni, il 18,2% di persone dai 45 ai 64 anni, e il 6,2% di persone di 65 anni o più. L'età media era di 32 anni. Per ogni 100 femmine c'erano 98,8 maschi. Per ogni 100 femmine dai 18 anni in giù, c'erano 94,1 maschi.
Il reddito medio di un nucleo familiare era di 51.660 dollari, e quello di una famiglia era di 58.370 dollari. I maschi avevano un reddito medio di 41.058 dollari contro i 30.156 dollari delle femmine. Il reddito pro capite era di 22.526 dollari. Circa il 6,3% delle famiglie e il 6,6% della popolazione erano sotto la soglia di povertà, incluso il 6,7% di persone sotto i 18 anni e il 16,8% di persone di 65 anni o più.